# 48636 Huangkun
48636 Huangkun este un asteroid din centura principală de asteroizi.

## Descriere
48636 Huangkun este un asteroid din centura principală de asteroizi. A fost descoperit pe 28 septembrie 1995 la Xinglong în cadrul programului Beijing Schmidt CCD Asteroid Program. Asteroidul prezintă o orbită caracterizată de o semiaxă mare de 2,29 ua, o excentricitate de 0,22 și o înclinație de 3,7° în raport cu ecliptica.